# Iniziativa Femminista (Svezia)
Iniziativa Femminista (in svedese: Feministiskt initiativ, abbreviato come Fi o F!) è un partito politico svedese di sinistra fondato nel 2005.

## Risultati elettorali
| Elezione         | Voti    | %    | Seggi   |
| ---------------- | ------- | ---- | ------- |
| Legislative 2006 | 37 954  | 0,7  | 0 / 349 |
| Europee 2009     | 70 434  | 2,2  | 0 / 19  |
| Legislative 2010 | 24 139  | 0,4  | 0 / 349 |
| Legislative 2014 | 194 719 | 3,1  | 0 / 349 |
| Europee 2014     | 204 005 | 5,5  | 1 / 20  |
| Legislative 2018 | 27 692  | 0,4  | 0 / 349 |
| Europee 2019     | 32,143  | 0,77 | 0 / 20  |
| Legislative 2022 | 27 717  | 0,4  | 0 / 349 |